# Micki Nielsen
Micki Reinhard Nielsen (* 26. Februar 1993 in Kopenhagen, Dänemark) ist ein dänischer Profiboxer im Cruisergewicht. Er ist der jüngere Bruder des Profiboxers Patrick Nielsen.

## Karriere
Bei den Amateuren wurde Nielsen 2009 Dänischer Juniorenmeister und 2011 Dänischer Jugendmeister. Sein Profidebüt gewann er am 3. September 2011. Im Februar 2014 gewann er die WBC-Jugendweltmeisterschaft im Cruisergewicht.
Am 7. Februar 2015 wurde er WBC International Champion im Cruisergewicht. Er besiegte dabei den Brasilianer Julio Dos Santos (27-3). In einer Titelverteidigung besiegte er im März 2016 den Italiener Mirko Larghetti (24-1). Seine erste Niederlage erlitt er im Oktober 2016 nach Punkten gegen den Südafrikaner Kevin Lerena (15-1).
Am 16. Februar 2019 verlor er beim Kampf um die EBU-Europameisterschaft im Cruisergewicht gegen den Belgier Yves Ngabu (19-0).